# Lista vicepreședinților de state din anul 2021
Lista vicepreședinților în anul 2021 se bazează pe Lista statelor lumii și pe Lista de teritorii dependente, așa cum sunt ele cunoscute de la 1 ianuarie 2021 până la 31 decembrie 2021.
Gruparea acestora s-a făcut pe baza statutului entității pe care o reprezintă după cum urmează State independente recunoscute cvasigeneral, State independente recunoscute parțial de comunitatea internațională, State independente nerecunoscute, Teritorii nesuverane și Guverne alternative și / sau în exil. Vicepreședintele (numele oficial al funcției poate diferi de la stat la stat conform uzanțelor naționale) este personalitatea politică a cărui primă funcție este de a înlocui președintele atunci când acesta este absent, demisionat, decedat sau nu este disponibil pentru a-și îndeplini atribuțiile indiferent din ce motiv. Pot avea vicepreședinți și teritoriile autonome dependente.

## State independente recunoscute cvasigeneral
| Statul                     | Funcția                                                                                         | Numele                                                                                               | Începând cu        |
| -------------------------- | ----------------------------------------------------------------------------------------------- | --- | ------------------ |
| Afganistan                 | Prim vice șef de stat (succesivi)                                                               | Sirajuddin Haqqanir (prim vice-emir al Emiratului Islamic Afganistan)                                | 15 august 2021     |
| Afganistan                 | Prim vice șef de stat (succesivi)                                                               | funcție vacantă (prim vice-președinte al Republicii Islamice Afganistan)                             | 15 august 2021     |
| Afganistan                 | Prim vice șef de stat (succesivi)                                                               | Abdul Rashid Dostum (prim vice-președinte al Republicii Islamice Afganistan)                         | 29 septembrie 2020 |
| Afganistan                 | Al doilea vice șef de stat (succesivi)                                                          | Mohammad Yaqoob (al doilea vice-emir al Emiratului Islamic Afganistan)                               | 15 august 2021     |
| Afganistan                 | Al doilea vice șef de stat (succesivi)                                                          | funcție vacantă (al doilea vice-președinte al Republicii Islamice Afganistan)                        | 15 august 2021     |
| Afganistan                 | Al doilea vice șef de stat (succesivi)                                                          | Sarwar Danish (al doilea vice-președinte al Republicii Islamice Afganistan)                          | 29 septembrie 2014 |
| Afganistan                 | Al treilea vice șef de stat                                                                     | Abdul Ghani Baradar (al treilea vice-emir al Emiratului Islamic Afganistan pentru probleme politice) | 15 august 2021     |
| Africa de Sud              | Președinte adjunct                                                                              | David Mabuza                                                                                         | 26 februarie 2018  |
| Angola                     | Vicepreședinte                                                                                  | Bornito de Sousa                                                                                     | 26 septembrie 2017 |
| Argentina                  | Vicepreședintă                                                                                  | Cristina Fernández de Kirchner                                                                       | 10 decembrie 2019  |
| Azerbaidjan                | Prim vicepreședintă                                                                             | Mehriban Aliyeva                                                                                     | 21 februarie 2017  |
| Benin                      | Vicepreședintă                                                                                  | Mariam Chabi Talata                                                                                  | 24 mai 2021        |
| Birmania · (vezi și : §5)  | Vicepreședinte al Consiliului Administrativ al Statului                                         | Soe Win                                                                                              | 2 februarie 2021   |
| Birmania · (vezi și : §5)  | Vicepreședinte                                                                                  | funcție vacantă                                                                                      | 1 februarie 2021   |
| Birmania · (vezi și : §5)  | Vicepreședinte                                                                                  | Myint Swe                                                                                            | 30 martie 2018     |
| Birmania · (vezi și : §5)  | Vicepreședinte                                                                                  | Henry Van Thio (corevendicator ȋncepȃnd cu 2 martie 2021)                                            | 30 martie 2016     |
| Birmania · (vezi și : §5)  | Vicepreședinte                                                                                  | funcție vacantă                                                                                      | 30 martie 2018     |
| Bolivia                    | Vicepreședinte                                                                                  | David Choquehuanca                                                                                   | 8 noiembrie 2020   |
| Botswana                   | Vicepreședinte                                                                                  | Slumber Tsogwane                                                                                     | 4 aprilie 2018     |
| Brazilia                   | Vicepreședinte                                                                                  | Hamilton Mourão                                                                                      | 1 ianuarie 2019    |
| Bulgaria                   | Vicepreședintă                                                                                  | Iliana Iotova                                                                                        | 22 ianuarie 2017   |
| Burundi                    | Vicepreședinte                                                                                  | Prosper Bazombanza                                                                                   | 24 iunie 2020      |
| China (vezi și : §2)       | Vicepreședinte                                                                                  | Wang Qishan                                                                                          | 17 martie 2018     |
| Ciad                       | Vicepreședinte al Consiliului Militar de Tranziție                                              | Djimadoum Tiraina                                                                                    | 20 aprilie 2021    |
| Cipru                      | Vicepreședinte                                                                                  | funcție vacantă                                                                                      | iulie 1974         |
| Coasta de Fildeș           | Vicepreședinte                                                                                  | funcție vacantă                                                                                      | 8 iulie 2020       |
| Columbia                   | Vicepreședintă                                                                                  | Marta Lucía Ramírez                                                                                  | 1 august 2018      |
| Coreeană, R.P.D.           | Prim vicepreședinte al Comisiei Afacerilor de Stat                                              | Choe Ryong Hae                                                                                       | 11 aprilie 2019    |
| Coreeană, R.P.D.           | Vicepreședinți ai Comisiei Afacerilor de Stat (succesivi)                                       | Kim Tok Hun                                                                                          | 30 septembrie 2021 |
| Coreeană, R.P.D.           | Vicepreședinți ai Comisiei Afacerilor de Stat (succesivi)                                       | Pak Pong Ju                                                                                          | 26 iunie 2016      |
| Coreeană, R.P.D.           | Vicepreședinte al Comitetului Permanent al Adunării Populare Supreme                            | Pak Yong-il                                                                                          | 2021               |
| Coreeană, R.P.D.           | Vicepreședinți ai Comitetului Permanent al Adunării Populare Supreme (succesivi)                | Kang Yun Sok                                                                                         | 30 septembrie 2021 |
| Coreeană, R.P.D.           | Vicepreședinți ai Comitetului Permanent al Adunării Populare Supreme (succesivi)                | Thae Hyong-chol                                                                                      | 2021               |
| Coreeană, R.P.D.           | Vicepreședinte al Prezidiului Adunării Populare Supreme                                         | funcție înlocuită                                                                                    | 2021               |
| Coreeană, R.P.D.           | Vicepreședinte al Prezidiului Adunării Populare Supreme                                         | Pak Yong-il                                                                                          | 29 august 2019     |
| Coreeană, R.P.D.           | Vicepreședinte ai Prezidiului Adunării Populare Supreme                                         | funcție înlocuită                                                                                    | 2021               |
| Coreeană, R.P.D.           | Vicepreședinte ai Prezidiului Adunării Populare Supreme                                         | Thae Hyong-chol                                                                                      | 11 aprilie 2019    |
| Costa Rica                 | Prima vicepreședintă                                                                            | Epsy Campbell Barr                                                                                   | 8 mai 2018         |
| Costa Rica                 | Al doilea vicepreședinte                                                                        | Marvin Rodríguez Cordero                                                                             | 8 mai 2018         |
| Cuba                       | Vicepreședinte                                                                                  | Salvador Valdés Mesa                                                                                 | 10 octombrie 2019  |
| Dominicană, Republica      | Vicepreședintă                                                                                  | Raquel Peña de Antuña                                                                                | 16 august 2020     |
| Ecuador                    | Vicepreședintți (succesivi)                                                                     | Alfredo Borrero                                                                                      | 24 mai 2021        |
| Ecuador                    | Vicepreședintți (succesivi)                                                                     | María Alejandra Muñoz                                                                                | 7 iulie 2020       |
| Egipt                      | Vicepreședinte                                                                                  | funcție vacantă                                                                                      | 23 aprilie 2019    |
| El Salvador                | Vicepreședinte                                                                                  | Félix Ulloa                                                                                          | 1 iunie 2019       |
| Elveția                    | Vicepreședinte                                                                                  | Ignazio Cassis                                                                                       | 1 ianuarie 2021    |
| Emiratele Arabe Unite      | Vicepreședinte                                                                                  | Mohammed bin Rashid Al Maktoum                                                                       | 11 februarie 2006  |
| Filipine                   | Vicepreședintă                                                                                  | Leni Robredo                                                                                         | 30 iunie 2016      |
| Gabon                      | Vicepreședinte                                                                                  | funcție vacantă                                                                                      | 21 mai 2019        |
| Gambia                     | Vicepreședintă                                                                                  | Isatou Touray                                                                                        | 15 martie 2019     |
| Ghana                      | Vicepreședinte                                                                                  | Mahamudu Bawumia                                                                                     | 7 ianuarie 2017    |
| Guatemala                  | Vicepreședinte                                                                                  | Guillermo Castillo                                                                                   | 14 ianuarie 2020   |
| Guineea Ecuatorială        | Vicepreședinte                                                                                  | Teodoro Nguema Obiang Mangue ,                                                                       | 22 iunie 2016      |
| Guyana                     | Primul vicepreședinte                                                                           | Mark Phillips                                                                                        | 2 august 2020      |
| Guyana                     | Vicepreședinte                                                                                  | Bharrat Jagdeo                                                                                       | 2 august 2020      |
| Honduras                   | Primul vicepreședinte                                                                           | Ricardo Antonio Alvarez Arias                                                                        | 27 ianuarie 2014   |
| Honduras                   | A doua vicepreședintă                                                                           | Olga Margarita Alvarado Rodríguez                                                                    | 27 ianuarie 2018   |
| Honduras                   | A treia vicepreședintă                                                                          | María Antonia Rivera Rosales                                                                         | 27 ianuarie 2018   |
| India                      | Vicepreședinte                                                                                  | Venkaiah Naidu                                                                                       | 11 august 2017     |
| Indonezia                  | Vicepreședinte                                                                                  | Ma'ruf Amin                                                                                          | 20 octombrie 2019  |
| Irak · (vezi și : §4)      | Vicepreședinte                                                                                  | funcție vacantă                                                                                      | 2 octombrie 2018   |
| Irak · (vezi și : §4)      | Vicepreședinte                                                                                  | funcție vacantă                                                                                      | 2 octombrie 2018   |
| Irak · (vezi și : §4)      | Vicepreședinte                                                                                  | funcție vacantă                                                                                      | 2 octombrie 2018   |
| Iran                       | Prim vicepreședinți (succesivi)                                                                 | Mohammad Mokhber                                                                                     | 8 august 2021      |
| Iran                       | Prim vicepreședinți (succesivi)                                                                 | Eshaq Jahangiri                                                                                      | 4 august 2013      |
| Iran                       | Vicepreședinți pentru Afaceri Economice (succesivi)                                             | Mohsen Rezaee                                                                                        | 25 august 2021     |
| Iran                       | Vicepreședinți pentru Afaceri Economice (succesivi)                                             | Mohammad Nahavandian                                                                                 | 20 august 2017     |
| Iran                       | Vicepreședinți și Șefi ai Organizației pentru Plan și Buget (succesivi)                         | Seyyed Masoud Mirkazemi                                                                              | 11 august 2021     |
| Iran                       | Vicepreședinți și Șefi ai Organizației pentru Plan și Buget (succesivi)                         | Mohammad Bagher Nobakht                                                                              | 2 august 2016      |
| Iran                       | Vicepreședinți pentru Afaceri Legale (succesivi)                                                | Mohammad Dehghan                                                                                     | 1 septembrie 2021  |
| Iran                       | Vicepreședinți pentru Afaceri Legale (succesivi)                                                | Laaya Joneidi                                                                                        | 9 august 2017      |
| Iran                       | Vicepreședinți pentru Afaceri Parlamentare (succesivi)                                          | Seyyed Mohammad Hosseini                                                                             | 20 august 2021     |
| Iran                       | Vicepreședinți pentru Afaceri Parlamentare (succesivi)                                          | Hossein-Ali Amiri                                                                                    | 12 iulie 2016      |
| Iran                       | Vicepreședinte pentru Știință și Tehnologie și Președinte al Fundației pentru Elitele Naționale | Sorena Sattari                                                                                       | 4 octombrie 2013   |
| Iran                       | Vicepreședinte pentru Afacerile Femeilor și Familiei (succesive)                                | Ensieh KhazAli                                                                                       | 1 septembrie 2021  |
| Iran                       | Vicepreședinte pentru Afacerile Femeilor și Familiei (succesive)                                | Masoumeh Ebtekar                                                                                     | 9 august 2017      |
| Iran                       | Vicepreședinți și Șefi al Organizației pentru Energia Atomică (succesivi)                       | Mohammad Eslami                                                                                      | 29 august 2021     |
| Iran                       | Vicepreședinți și Șefi al Organizației pentru Energia Atomică (succesivi)                       | Ali Akbar Salehi                                                                                     | 16 august 2013     |
| Iran                       | Vicepreședinți și Șefi al Fundației pentru Afacerile Martirilor și Veteranilor (succesivi)      | Seyyed Amir Hossein Ghazizadeh Hashemi                                                               | 12 septembrie 2021 |
| Iran                       | Vicepreședinți și Șefi al Fundației pentru Afacerile Martirilor și Veteranilor (succesivi)      | Saeed Ohadi                                                                                          | 7 iunie 2020       |
| Iran                       | Vicepreședinți și Șefi al Organizației Administrative și de Recrutare (succesivi)               | Meysam Latifi                                                                                        | 5 septembrie 2021  |
| Iran                       | Vicepreședinți și Șefi al Organizației Administrative și de Recrutare (succesivi)               | Jamshid Ansari                                                                                       | 2 august 2016      |
| Iran                       | Vicepreședinți și Șefi ai Departamentului pentru Mediu (succesivi)                              | Ali Salajegheh                                                                                       | 3 octombrie 2021   |
| Iran                       | Vicepreședinți și Șefi ai Departamentului pentru Mediu (succesivi)                              | Isa Kalantari                                                                                        | 13 august 2017     |
| Iran                       | Vicepreședinte pentru Afacerile Executive                                                       | Seyyed Solat Mortazavi                                                                               | 5 septembrie 2021  |
| Iran                       | Vicepreședinte și Șef al Organizației Naționale de Standardizare                                | Mahdi Eslampanah                                                                                     | 10 noiembrie 2021  |
| Kenya                      | Președinte adjunct                                                                              | William Ruto                                                                                         | 9 aprilie 2013     |
| Kiribati                   | Vicepreședinte                                                                                  | Teuea Toatu                                                                                          | 19 iunie 2019      |
| Laos                       | Vicepreședintă                                                                                  | Pany Yathortou                                                                                       | 22 martie 2021     |
| Laos                       | Vicepreședinte                                                                                  | Bounthong Chitmany                                                                                   | 22 martie 2021     |
| Laos                       | Vicepreședinte                                                                                  | funcție înlocuită                                                                                    | 2 martie 2021      |
| Laos                       | Vicepreședinte                                                                                  | Phankham Viphavan                                                                                    | 19 aprilie 2016    |
| Liberia                    | Vicepreședinte                                                                                  | Jewel Taylor                                                                                         | 22 ianuarie 2018   |
| Libia · (vezi și : §5)     | Vicepreședinți al Consiliului Prezidențial (succesivi)                                          | Abdullah al-Lafi                                                                                     | 10 martie 2021     |
| Libia · (vezi și : §5)     | Vicepreședinți al Consiliului Prezidențial (succesivi)                                          | Abdulsalam Kajman , (corevendicator din 12 martie 2016 până în 10 martie 2021)                       | 12 martie 2016     |
| Libia · (vezi și : §5)     | Vicepreședinți al Consiliului Prezidențial (succesivi)                                          | Musa Al-Koni                                                                                         | 10 martie 2021     |
| Libia · (vezi și : §5)     | Vicepreședinți al Consiliului Prezidențial (succesivi)                                          | Ahmed Maiteeq , (corevendicator din 12 martie 2016 până în 10 martie 2021)                           | 12 martie 2016     |
| Malawi                     | Vicepreședinte                                                                                  | Saulos Chilima                                                                                       | 3 februarie 2020   |
| Maldive                    | Vicepreședinte                                                                                  | Faisal Naseem                                                                                        | 17 noiembrie 2018  |
| Mali                       | Vicepreședinte                                                                                  | funcție vacantă                                                                                      | 25 mai 2021        |
| Mali                       | Vicepreședinte                                                                                  | Assimi Goïta (de tranziție)                                                                          | 25 septembrie 2020 |
| Mauritius                  | Vicepreședinte                                                                                  | Eddy Boissézon                                                                                       | 2 decembrie 2019   |
| Micronezia                 | Vicepreședinte                                                                                  | Yosiwo George                                                                                        | 11 mai 2015        |
| Namibia                    | Vicepreședinte                                                                                  | Nangolo Mbumba                                                                                       | 12 februarie 2018  |
| Nepal                      | Vicepreședinte                                                                                  | Nanda Kishor Pun                                                                                     | 31 octombrie 2015  |
| Nicaragua                  | Vicepreședintă                                                                                  | Rosario Murillo                                                                                      | 10 ianuarie 2017   |
| Nigeria                    | Vicepreședinte                                                                                  | Yemi Osinbajo                                                                                        | 29 mai 2015        |
| Palau                      | Vicepreședinți (succesivi)                                                                      | Uduch Sengebau Senior                                                                                | 21 ianuarie 2021   |
| Palau                      | Vicepreședinți (succesivi)                                                                      | Raynold Oilouch                                                                                      | 19 ianuarie 2017   |
| Panama                     | Vicepreședinte                                                                                  | Jose Gabriel Carrizo                                                                                 | 1 iulie 2019       |
| Paraguay                   | Vicepreședinte                                                                                  | Hugo Velázquez Moreno                                                                                | 15 august 2018     |
| Peru                       | Primul vicepreședinte                                                                           | Dina Boluarte                                                                                        | 28 iulie 2021      |
| Peru                       | Primul vicepreședinte                                                                           | funcție vacantă                                                                                      | 7 mai 2020         |
| Peru                       | Al doilea vicepreședinte                                                                        | funcție vacantă                                                                                      | 23 martie 2018     |
| Samoa                      | Membru în Consiliul Deputaților                                                                 | funcție vacantă                                                                                      | 21 iulie 2017      |
| Samoa                      | Membru în Consiliul Deputaților                                                                 | funcție vacantă                                                                                      | 2 aprilie 2018     |
| Samoa                      | Membru în Consiliul Deputaților                                                                 | Le Mamea Ropati                                                                                      | 28 ianuarie 2016   |
| Seychelles                 | Vicepreședinte                                                                                  | Ahmed Afif                                                                                           | 26 octombrie 2020  |
| Sierra Leone               | Vicepreședinte                                                                                  | Mohamed Juldeh Jalloh                                                                                | 4 aprilie 2018     |
| Siria · (vezi și : §5)     | Vicepreședintă                                                                                  | Najah al-Attar                                                                                       | 23 martie 2006     |
| Siria · (vezi și : §5)     | Vicepreședinte                                                                                  | funcție desființată                                                                                  | 17 iulie 2021      |
| Siria · (vezi și : §5)     | Vicepreședinte                                                                                  | Ali Mamlouk                                                                                          | 7 iulie 2019       |
| Statele Unite ale Americii | Vicepreședinți (succesivi)                                                                      | Kamala Harris                                                                                        | 20 ianuarie 2021   |
| Statele Unite ale Americii | Vicepreședinți (succesivi)                                                                      | Mike Pence                                                                                           | 20 ianuarie 2017   |
| Sudan                      | Vicepreședinte al Consiliului de Tranziție al Suveranității                                     | Mohamed Hamdan Dagalo                                                                                | 11 noiembrie 2021  |
| Sudan                      | Vicepreședinte al Consiliului Suveranității                                                     | funcție desființată                                                                                  | 25 octombrie 2021  |
| Sudan                      | Vicepreședinte al Consiliului Suveranității                                                     | Mohamed Hamdan Dagalo ,                                                                              | 21 august 2019     |
| Sudanul de Sud             | Prim vicepreședinte                                                                             | Riek Machar                                                                                          | 21 februarie 2020  |
| Sudanul de Sud             | Al doilea vicepreședinte                                                                        | James Wani Igga                                                                                      | 21 februarie 2020  |
| Sudanul de Sud             | Al treilea vicepreședinte                                                                       | Taban Deng Gai                                                                                       | 21 februarie 2020  |
| Sudanul de Sud             | Al patra vicepreședintă                                                                         | Rebecca Nyandeng Garang                                                                              | 21 februarie 2020  |
| Sudanul de Sud             | Al cincilea vicepreședinte                                                                      | Hussein Abdelbagi                                                                                    | 21 februarie 2020  |
| Surinam                    | Vicepreședinte                                                                                  | Ronnie Brunswijk                                                                                     | 16 iulie 2020      |
| Tanzania · (vezi și : §4)  | Vicepreședinți (succesivi)                                                                      | Philip Mpango                                                                                        | 31 martie 2021     |
| Tanzania · (vezi și : §4)  | Vicepreședinți (succesivi)                                                                      | funcție vacantă                                                                                      | 17 martie 2021     |
| Tanzania · (vezi și : §4)  | Vicepreședinți (succesivi)                                                                      | Samia Suluhu                                                                                         | 5 noiembrie 2015   |
| Turcia                     | Vicepreședinte                                                                                  | Fuat Oktay                                                                                           | 9 iulie 2018       |
| Uganda                     | Vicepreședintți (succesivi)                                                                     | Jessica Alupo                                                                                        | 21 iunie 2021      |
| Uganda                     | Vicepreședintți (succesivi)                                                                     | Edward Ssekandi                                                                                      | 24 mai 2011        |
| Uruguay                    | Vicepreședintǎ                                                                                  | Beatriz Argimón                                                                                      | 1 martie 2020      |
| Venezuela                  | Vicepreședintă executivă                                                                        | Delcy Rodríguez                                                                                      | 14 iunie 2018      |
| Vietnam                    | Vicepreședinte (succesive)                                                                      | Vo Thi Anh Xuan                                                                                      | 6 aprilie 2021     |
| Vietnam                    | Vicepreședinte (succesive)                                                                      | Đặng Thị Ngọc Thịnh                                                                                  | 8 aprilie 2016     |
| Yemen · (vezi și : §5)     | Vicepreședinte                                                                                  | Ali Mohsen al-Ahmar (corevendicator din 4 aprilie 2016 pȃnǎ ȋn 13 decembrie 2017)                    | 4 aprilie 2016     |
| Zambia                     | Vicepreședinte (succesive)                                                                      | Mutale Nalumango                                                                                     | 24 august 2021     |
| Zambia                     | Vicepreședinte (succesive)                                                                      | Inonge Wina                                                                                          | 26 ianuarie 2015   |
| Zimbabwe                   | Prim vicepreședinte                                                                             | Constantino Chiwenga                                                                                 | 28 decembrie 2017  |
| Zimbabwe                   | Al doilea vicepreședinte                                                                        | funcție vacantă                                                                                      | 1 martie 2021      |
| Zimbabwe                   | Al doilea vicepreședinte                                                                        | Kembo Mohadi                                                                                         | 28 decembrie 2017  |

## State independente recunoscute parțial
| Statul și statutul | Separat din | Funcția        | Numele       | Începând cu     |
| ------------------ | ----------- | -------------- | ------------ | --------------- |
| Abhazia            | Georgia     | Vicepreședinte | Badr Gunba   | 23 aprilie 2020 |
| Taiwan             | China       | Vicepreședinte | Lai Ching-te | 20 mai 2020     |

## State independente nerecunoscute
| Statul și statutul | Separat din | Funcția        | Numele             | Începând cu   |
| ------------------ | ----------- | -------------- | ------------------ | ------------- |
| Somaliland         | Somalia     | Vicepreședinte | Abdirahman Saylici | 27 iulie 2010 |

## Teritorii nesuverane
| Teritoriu              | Suveranitate      | Funcția                  | Numele                             | Începând cu        |
| ---------------------- | ----------------- | ------------------------ | ---------------------------------- | ------------------ |
| Bougainville, Insulele | Papua Noua Guinee | Vicepreședinte           | Patrick Nisira                     | 25 septembrie 2020 |
| , Galmudug             | Somalia           | Vicepreședinte           | Ali Dahir Eid                      | 12 aprilie 2020    |
| Hirshabeelle           | Somalia           | Vicepreședinte           | Yusuf Ahmed Hagar Dabageed         | 12 noiembrie 2020  |
| Jubaland               | Somalia           | Prim vicepreședinte      | Mahmoud Sayid Adan                 | 15 mai 2016        |
| Jubaland               | Somalia           | Al doilea vicepreședinte | Abdulkadir Haji Mohamed Luga-Dhere | 16 august 2015 ?   |
| Kurdistanul Irakian    | Irak              | Prim vicepreședinte      | Mustafa Said Qadir                 | iulie 2019         |
| Kurdistanul Irakian    | Irak              | Al doilea vicepreședinte | Jaafar Sheikh Mustafa              | iulie 2019         |
| Puntland               | Somalia           | Vicepreședinte           | Ahmed Elmi Osman                   | 8 ianuarie 2019    |
| Zanzibar, Arhipelagul  | Tanzania          | Prim vicepreședinte      | Othman Masoud Sharif               | 2 martie 2021      |
| Zanzibar, Arhipelagul  | Tanzania          | Prim vicepreședinte      | funcție vacantă                    | 17 februarie 2021  |
| Zanzibar, Arhipelagul  | Tanzania          | Prim vicepreședinte      | Seif Sharif Hamad                  | 8 decembrie 2020   |
| Zanzibar, Arhipelagul  | Tanzania          | Al doilea vicepreședinte | Hemed Suleiman Abdalla             | 8 noiembrie 2020   |

## Guverne în exil și / sau alternative
| Teritoriu | Suveranitate și statut                                                     | Funcția                                                                                            | Numele                                                                          | Începând cu       |
| --- | -------------------------------------------------------------------------- | -------------------------------------------------------------------------------------------------- | ------------------------------------------------------------------------------- | ----------------- |
| Republica Autonemă Abhazia | Georgia · Abhazia · Guvernul Republicii Autoneme Abhazia                   | Președinte adjunct al Consiliului Suprem                                                           | Elguja Gvazava                                                                  | 8 aprilie 2019    |
| Guvernul de Unitate Națională al Birmaniei                                                                                               | Birmania · (Guvern alternatv provizoriu)                                   | Vicepreședinte                                                                                     | Duwa Lashi La (corevendicator ȋncepȃnd cu 16 aprilie 2021)                      | 16 aprilie 2021   |
| Fișier:Committee Representing Pyidaungsu Hluttaw logo.png Guvernul interimar al Comitetului reprezentȃnd Pyidaungsu Hluttaw al Birmaniei | Birmania · (Guvern interimar în exil).                                     | administrație transformatǎ ȋn Guvernul de Unitate Națională al Birmaniei                           |                                                                                 | 16 aprilie 2021   |
| Fișier:Committee Representing Pyidaungsu Hluttaw logo.png Guvernul interimar al Comitetului reprezentȃnd Pyidaungsu Hluttaw al Birmaniei | Birmania · (Guvern interimar în exil).                                     | Vicepreședinte                                                                                     | Mahn Win Khaing Than (corevendicator din 2 martie 2021 până în 16 aprilie 2021) | 2 martie 2021     |
| Khatumo | Somalia · (Stat autonom nerecunoscut în cadrul Somaliei)                   | Vicepreședinte                                                                                     | Mahomed Caano Nuug                                                              | august? 2017      |
| Guvernul provizoriu al Libiei (vezi și : §1)                                                                                             | Libia · (Guvern alternativ instituit de Camera Reprezentanților din Libia) | guverne desființat                                                                                 |                                                                                 | 10 martie 2021    |
| Guvernul provizoriu al Libiei (vezi și : §1)                                                                                             | Libia · (Guvern alternativ instituit de Camera Reprezentanților din Libia) | Președinte Adjunct al Camerei Reprezentanților                                                     | Imhemed Shaib , (corevendicator din august 2014 până în 10 martie 2021)         | 5 august 2014     |
| Guvernul provizoriu al Libiei (vezi și : §1)                                                                                             | Libia · (Guvern alternativ instituit de Camera Reprezentanților din Libia) | Președinte Adjunct al Camerei Reprezentanțlor                                                      | Ahmed Huma , (corevendicator din august 2014 până în 10 martie 2021)            | 5 august 2014     |
| Guvernul Interimar al Siriei (Guvern alternativ al opoziției siriene)                                                                    | Siria                                                                      | Vicepreședinți ai Coaliției Naționale a Forțelor de Opoziție și a Revoluției din Siria (succesivi) | Abdel Ahad Astifou                                                              | 12 iulie 2021     |
| Guvernul Interimar al Siriei (Guvern alternativ al opoziției siriene)                                                                    | Siria                                                                      | Vicepreședinți ai Coaliției Naționale a Forțelor de Opoziție și a Revoluției din Siria (succesivi) | funcție vacantă                                                                 | 6 iulie 2021      |
| Guvernul Interimar al Siriei (Guvern alternativ al opoziției siriene)                                                                    | Siria                                                                      | Vicepreședinți ai Coaliției Naționale a Forțelor de Opoziție și a Revoluției din Siria (succesivi) | Okab Yahya                                                                      | 30 iunie 2019     |
| Guvernul Interimar al Siriei (Guvern alternativ al opoziției siriene)                                                                    | Siria                                                                      | Vicepreședinte al Coaliției Naționale a Forțelor de Opoziție și a Revoluției din Siria             | Abdel Hakim Bashar                                                              | 30 iunie 2019     |
| Guvernul Interimar al Siriei (Guvern alternativ al opoziției siriene)                                                                    | Siria                                                                      | Vicepreședintă a Coaliției Naționale a Forțelor de Opoziție și a Revoluției din Siria              | Ruba Habboush                                                                   | 12 iulie 2020     |
| Guvernul Salvǎrii Naționale al Yemenului                                                                                                 | Yemen · (Guvern alternativ al Consiliului Politic Suprem)                  | Președinte adjunct al Consiliului Politic Suprem                                                   | funcție vacantă?                                                                | 13 decembrie 2017 |
| Consiliul de Tranziție al Sudului Yemenului                                                                                              | Yemen · Guvernul Consiliului de Tranziție al Sudului Yemenului             | Vicepreședinte al Comisiei Prezidențiale                                                           | Hani Bin Breiki                                                                 | 11 mai 2017       |